# Lyciasalamandra arikani
Lyciasalamandra arikani é uma espécie de anfíbio gimnofiono da família Salamandridae. Está presente na Turquia. A UICN classificou-a como em perigo de extinção.